# Hayatovci
Hayatovci – bośniacki kanał telewizyjny emitujący programy dla dzieci. Należy do grupy medialnej Hayat Televizija. Został uruchomiony w 2014 roku.
Jest pierwszą w kraju stacją adresowaną do dzieci.
W 2017 roku ogłoszono start emisji kanału w rozdzielczości HD.